# 모용의
모용 의(慕容顗, ? ~ 386년, 재위：386년)는 중국 오호십육국시대 서연(西燕)의 4대 군주이다. 시호는 없다.

## 생애
모용의는 전연(前燕)의 군주 모용황(慕容皝)의 손자로, 아버지는 의도왕 모용환(慕容桓)이다. 370년에 전연이 전진(前秦)에 의해 멸망당한 뒤, 전진의 부견(苻堅)은 선비족 모용부를 대대적으로 관중(關中)으로 이주시켰는데, 모용의도 이때 관중으로 이주하였다.
부견이 비수대전에서 패배하자 384년에 모용홍(慕容泓)이 서연을 건국하였는데, 이에 참여하였다. 386년 3월, 당시 서연의 군주였던 단수(段隨)가 좌복야 모용항(慕容恒), 상서 모용영(慕容永)에게 살해되고 모용의가 연왕(燕王)에 옹립되었다.
모용의는 건명(建明)으로 개원하고 모용항, 모용영 등을 따라 선비족 40만 명을 이끌고 장안(長安)을 떠나 고향으로 향했다. 이동을 시작한 지 얼마 지나지 않아 임진(臨晉)에서 모용항의 동생 호군장군 모용도(慕容韜)에게 살해되었다.
이름이 《자치통감》에는 모용의(慕容顗), 《위서(魏書)》에는 모용개(慕容凱)로 기록되어 있다.

## 참고 문헌
- 《자치통감(資治通鑑)》
- 《진서(晉書)》

| 전 대 단수(段隨) | 제4대 서연 황제 386년 | 후 대 모용요(慕容瑤) |